# Yuhe (socken i Kina, Shandong)
Yuhe (kinesiska: 于河镇街道, 于河) är en socken i Kina. Den ligger i provinsen Shandong, i den östra delen av landet, omkring 180 kilometer öster om provinshuvudstaden Jinan.
Genomsnittlig årsnederbörd är 689 millimeter. Den regnigaste månaden är juli, med i genomsnitt 232 mm nederbörd, och den torraste är januari, med 10 mm nederbörd.